# Rise Up (singel Freaky Fortune)
Rise Up – utwór greckiego duetu Freaky Fortune nagrany z gościnnym udziałem Shane’a „RiskyKidda” Schullera wydany w 2014. Piosenkę napisali członkowie zespołu – Nicolas Raptakis i Teofilos Puzbouris we współpracy z RiskyKiddem, który współtworzył warstwę tekstową.
W 2014 utwór reprezentował Grecję w 59. Konkursie Piosenki Eurowizji w Kopenhadze i zajął 20. miejsce w finale konkursu.

## Lista utworów
CD single
1. „Rise Up” – 3:04

Digital download
1. „Rise Up” – 3:04
2. „Rise Up” (Jazz Version) – 3:02

## Notowania na listach przebojów
| Kraj              | Lista (2014)             | Najwyższe miejsce |
| ----------------- | ------------------------ | ----------------- |
| Grecja            | Greece Digital Songs 100 | 4                 |
| Austria           | Ö3 Austria Top 40        | 67                |
| Irlandia          | Top 100 Singles          | 73                |
| Belgia (Flandria) | Ultatip Bubbling Under   | 93                |